# Temporada 1968-69 de la ABA
La Temporada 1968-69 de la ABA fue la segunda temporada de la American Basketball Association. Tomaron parte 11 equipos divididos en dos conferencias, disputando una fase regular de 78 partidos cada uno. Los campeones fueron los Indiana Pacers que derrotaron en las Finales a los Oakland Oaks.

## Equipos participantes
Hubo variaciones entre los equipos. Los Anaheim Amigos se trasladaron a Los Ángeles, convirtiéndose en Los Angeles Stars, los Minnesota Muskies se trasladaron a Florida pasando a ser los Miami Floridians, tomando el relevo en Minnesota los Minnesota Pipers, antiguos Pittsburgh Pipers. La relación de equipos quedó así:
- Dallas Chaparrals
- Denver Rockets
- Houston Mavericks
- Indiana Pacers
- Kentucky Colonels
- Los Angeles Stars
- Miami Floridians
- Minnesota Pipers
- New York Nets
- New Orleans Buccaneers
- Oakland Oaks

## Clasificaciones finales
| Equipo            | G  | P  | %    | PV |
| ----------------- | -- | -- | ---- | -- |
| Indiana Pacers    | 44 | 34 | 56,4 | -  |
| Miami Floridians  | 43 | 35 | 55,1 | 1  |
| Kentucky Colonels | 42 | 36 | 53,8 | 2  |
| Minnesota Pipers  | 36 | 42 | 46,2 | 8  |
| New York Nets     | 17 | 61 | 21,8 | 27 |

| Equipo                 | G  | P  | %    | PV |
| ---------------------- | -- | -- | ---- | -- |
| Oakland Oaks           | 60 | 18 | 76,9 | -  |
| New Orleans Buccaneers | 46 | 32 | 59,0 | 14 |
| Denver Rockets         | 44 | 34 | 56,4 | 16 |
| Dallas Chaparrals      | 41 | 37 | 52,6 | 19 |
| Los Angeles Stars      | 33 | 45 | 42,3 | 27 |
| Houston Mavericks      | 23 | 55 | 29,5 | 37 |

## Estadísticas
| Categoría                    | Jugador       | Equipo                 | Prom. |
| ---------------------------- | ------------- | ---------------------- | ----- |
| Puntos por partido           | Larry Jones   | Denver Rockets         | 28,4  |
| Rebotes por partido          | Mel Daniels   | Indiana Pacers         | 16,5  |
| Asistencias por partido      | Larry Brown   | Oakland Oaks           | 7,1   |
| Porcentaje de tiros de campo | Jimmy Jones   | New Orleans Buccaneers | 53,5  |
| Porcentaje de tiros libres   | Rick Barry    | Oakland Oaks           | 88,8  |
| Porcentaje de tiros de 3     | Darel Carrier | Kentucky Colonels      | 37,9  |

## Premios de la ABA
- MVP de la temporada: Mel Daniels, Indiana Pacers
- Rookie del año: Warren Jabali, Oakland Oaks
- Entrenador del año: Alex Hannum, Oakland Oaks
- MVP de los Playoffs: Warren Jabali, Oakland Oaks
- Mejor quinteto de la temporada:
  - Connie Hawkins, Minnesota Pipers
  - Rick Barry, Oakland Oaks
  - Mel Daniels, Indiana Pacers
  - Jimmy Jones, New Orleans Buccaneers
  - Larry Jones, Denver Rockets
- 2º mejor quinteto de temporada:
  - John Beasley, Dallas Chaparrals
  - Doug Moe, Oakland Oaks
  - Red Robbins, New Orleans Buccaneers
  - Donnie Freeman, Miami Floridians
  - Louie Dampier, Kentucky Colonels
- Mejor quinteto de rookies:
  - Ron Boone, Dallas Chaparrals
  - Warren Jabali, Oakland Oaks
  - Larry Miller, Los Angeles Stars
  - Gene Moore, Kentucky Colonels
  - Walter Piatkowski, Denver Rockets